# Qualificazioni alla Volleyball Challenger Cup femminile 2018
Le qualificazioni alla Volleyball Challenger Cup di pallavolo femminile 2018 si sono svolte dal 17 al 27 maggio 2018: ai tornei hanno partecipato un totale di dodici squadre nazionali e tre si sono qualificate alla Volleyball Challenger Cup 2018.

## Squadre partecipanti
| - Australia - Canada - Cile - Colombia - Cuba - Kazakistan | - Nicaragua - Perù - Porto Rico - Taipei cinese - Trinidad e Tobago - Venezuela |

## Tornei

### America del Nord
Al torneo hanno partecipato cinque squadre nazionali nordamericane:
- La prima classificata si è qualificata per la Volleyball Challenger Cup 2018.

### America del Sud
Al torneo hanno partecipato quattro squadre nazionali sudamericane:
- La prima classificata si è qualificata per la Volleyball Challenger Cup 2018[1][2].

### Asia e Oceania
Al torneo hanno partecipato tre squadre nazionali asiatiche e oceaniane:
- La prima classificata si è qualificata per la Volleyball Challenger Cup 2018.

## Squadre qualificate
| Squadra    | Qualificazione                                      |
| ---------- | --------------------------------------------------- |
| Porto Rico | 1ª al torneo di qualificazione nordamericano        |
| Colombia   | 2ª al torneo di qualificazione sudamericano         |
| Kazakistan | 1ª al torneo di qualificazione asiatico e oceaniano |